# Johann Sebastian Bach
Johann Sebastian Bach (tiếng Đức: [ˈjoːhan zeˈbasti̯an ˈbax] ⓘ; 21 tháng 3 năm 1685 - 28 tháng 7 năm 1750) là một nhà soạn nhạc, nghệ sĩ organ, vĩ cầm, đại hồ cầm, và đàn harpsichord người Đức thuộc thời kỳ Baroque (1600 – 1750). Nhờ kỹ năng điêu luyện trong cấu tạo đối âm, hòa âm, và tiết tấu, cũng như khả năng điều tiết nhịp điệu, hình thái, và bố cục âm nhạc nước ngoài, nhất là từ Ý và Pháp, Bach đã góp phần làm giàu nền âm nhạc Đức. Nhiều sáng tác của Bach vẫn còn được yêu thích cho đến ngày nay như Brandeburg Concertos, Mass cung Si thứ, The Well-Tempered Clavier, những bản cantata, những bài hợp xướng, những partita, passion, và những bản nhạc dành cho organ. Âm nhạc của Bach được xem là có chiều sâu trí tuệ, đáp ứng những yêu cầu chuyên môn, và thấm đẫm nét đẹp nghệ thuật.
Bach chào đời ở Eisenach trong một gia đình có truyền thống âm nhạc; phụ thân ông, Johann Ambrosius Bach, phụ trách âm nhạc cho thị trấn, tất cả chú bác của ông đều hoạt động âm nhạc chuyên nghiệp. Cậu bé Bach được bố dạy chơi vĩ cầm, harpsichord, chú Johann Christoph Bach dạy ông chơi clavichord và giới thiệu về âm nhạc đương đại. Bach đến học ở Trường St Michael tại Lüneburg nhờ khả năng xướng âm của cậu. Sau khi tốt nghiệp, Bach giữ một vài vị trí chuyên trách âm nhạc trên nước Đức: giám đốc âm nhạc cho Leopold, Hoàng tử Anhalt- Köthen; nhạc trưởng ở nhà thờ St Thomas tại Leipzig; và nhà soạn nhạc cung đình cho August III. Từ năm 1749, sức khỏe và thị lực của Bach bị suy giảm, đến ngày 28 tháng 7 năm 1750, ông từ trần. Các sử gia đương đại tin rằng Bach qua đời do biến chứng của cơn đột quỵ và do bệnh phổi.
Sinh thời, dù được trọng vọng khắp Châu Âu như là một nghệ sĩ organ tài năng, mãi đến nửa đầu thế kỷ 19, Bach mới được nhìn nhận là nhà soạn nhạc vĩ đại khi người ta bắt đầu quan tâm đến tài năng âm nhạc của ông. Ngày nay, ông được xem là một trong những nhà soạn nhạc có nhiều ảnh hưởng nhất của thời kỳ Baroque, và là một trong số những nhà soạn nhạc vĩ đại nhất từ trước đến nay.

## Cuộc đời

### Thời thơ ấu (1685 – 1703)

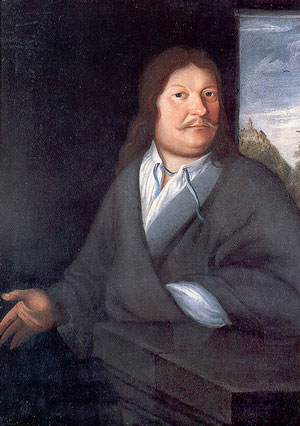
Johann Ambrosius Bach, phụ thân của Bach.

Johann Sebastian Bach sinh tại Eisenach, Saxe-Eisenach ngày 21 tháng 3 năm 1685, là con trai của Johann Ambrosius Bach, phụ trách âm nhạc cho thị trấn, và Maria Elisabeth Lämmerhirt. Cậu là con thứ tám của Johann Ambrosius, (con trai đầu của ông được 14 tuổi khi Bach ra đời), người đã dạy Bach chơi vĩ cầm cũng như lý thuyết âm nhạc căn bản. Các chú bác của Bach đều hoạt động âm nhạc chuyên nghiệp như nghệ sĩ organ cho nhà thờ, nhạc sĩ cung đình, và nhà soạn nhạc. Chú Johann Christoph Bach dạy Bach chơi organ, một người anh họ của Bach, Johann Ludwig Bach, là nhà soạn nhạc và nghệ sĩ organ nổi tiếng. Khoảng năm 1735, Bach soạn một quyển gia phả tựa đề "Nguồn gốc gia đình âm nhạc Bach".
Mẹ của Bach mất năm 1694, tám tháng sau cha cậu cũng qua đời. Bach, mới 10 tuổi, đến sống với người anh cả, Johann Christoph Bach, nghệ sĩ đàn organ tại Nhà thờ Michael ở Ohrdruf, Saxe-Gotha-Altenburg. Ở đây, người anh dạy cậu em chơi đàn clavichord, và giới thiệu các tác phẩm của những nhà soạn nhạc bậc thầy thời ấy như Johann Pachelbel (từng là thầy của Johann Christoph), Johann Jakob Froberger, Jean-Bapiste Lully, Louis Marchand, Marin Marais, và Girolamo Frescobaldi. Cũng trong thời gian này, cậu đến trường để học thần học, tiếng La-tinh, Hi văn, tiếng Pháp, và tiếng Ý.
Lúc 14 tuổi, Bach nhận học bổng để theo học tại Trường St Michael danh giá ở Lüneburg. Cùng với việc học biết về nền văn hóa châu Âu, Bach hát trong ca đoàn, chơi đàn organ và harpsichord. Cậu cũng có cơ hội tiếp xúc với các con trai của những nhà quý tộc từ miền Bắc nước Đức đến học những môn học khác trong trường. Là một tài năng âm nhạc, Bach có dịp gặp gỡ những nghệ sĩ organ xuất sắc thời ấy ở Lüneburg, Böhm, và khu vực gần Hamburg như Johann Adam Reincken.

### Weimar, Arnstadt, và Mühlhausen (1703–1708)

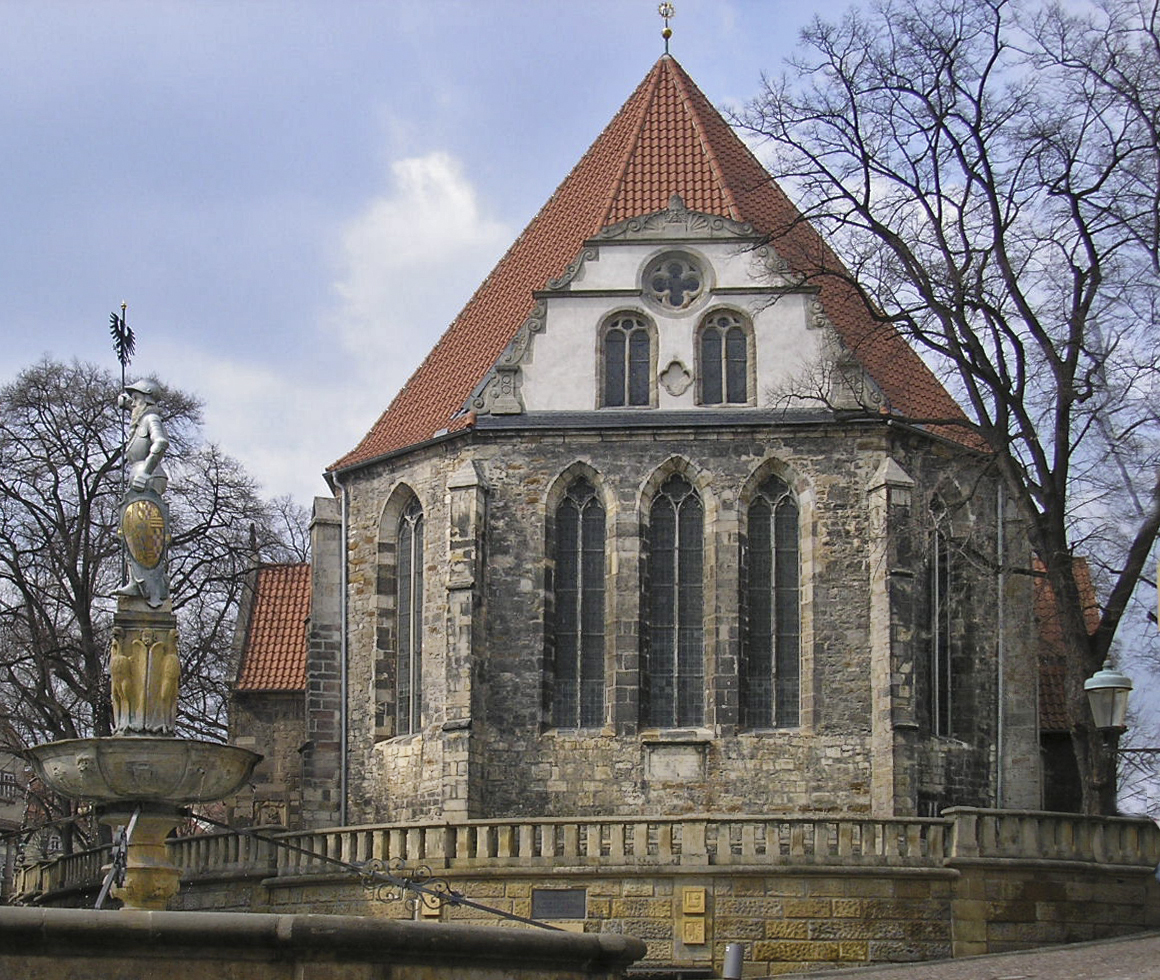
Nhà thờ St. Boniface, Arnstadt

Tháng 1, 1703, sau khi tốt nghiệp Bach nhận lời chơi đàn organ cho thị trấn Sangerhausen, rồi được bổ nhiệm làm nhạc sĩ cung đình tại nhà nguyện của Công tước Johann Ernst ở Weimar. Nhiệm vụ của ông không rõ ràng, nhưng chắc chắn phải làm những công việc không liên quan đến âm nhạc như hầu bàn. Tuy nhiên, trong bảy tháng ở Weimar, Bach trở thành nghệ sĩ organ nổi tiếng, ông được mời kiểm tra và biểu diễn với chiếc đàn organ mới ở Nhà thờ St Boniface tại Arnstadt, khoảng 40 km tây nam Weimar. Tháng 8, 1703, ông đến nhận việc tại St Boniface với nhiệm vụ nhẹ nhàng và khoản lương khá hậu hĩnh, và một chiếc đàn tốt còn mới.
Năm 1706, Bach đến chơi đàn organ cho Nhà thờ St Blasius ở Mühlhausen với thù lao, điều kiện làm việc, và ca đoàn đều tốt hơn. Bốn tháng sau, Bach kết hôn với Maria Barbara. Bốn trong số bảy người con của họ sống đến tuổi trưởng thành, trong đó có Wilhelm Friedemann Bach, và Carl Philipp Emanuel Bach, cả hai đều là những nhà soạn nhạc xuất sắc. Bach thuyết phục nhà thờ và hội đồng thành phố cấp một số tiền lớn để tân trang chiếc đàn organ của nhà thờ; đổi lại, Bach sáng tác một bản cantata lễ hội - Gott ist mein König, BWV 71— cho lễ nhậm chức của hội đồng trong năm 1708. Hội đồng cho phát hành, và tác phẩm là một thành công vang dội.

### Trở lại Weimar (1708 – 17)
Năm 1708, Bach rời Mühlhausen trở lại Weimar, lần này ông vừa chơi đàn organ vừa giữ vị trí vĩ cầm chính cho dàn nhạc hòa tấu tại cung điện công tước; tại đây, ông có cơ hội làm việc với nhiều nhạc sĩ chuyên nghiệp. Năm sau, con đầu lòng của Bach ra đời, chị của Maria Barbara đến sống chung và giúp đỡ vợ chồng Bach cho đến khi bà qua đời năm 1729.
Tại Weimar, Bach khởi sự soạn những bản hòa tấu và nhạc dành cho bộ gõ, cũng như tiếp tục sáng tác và trình diễn đàn organ, và hòa tấu cho ban đồng diễn của công tước. Ông cũng viết những khúc nhạc dạo và tấu pháp về sau được đưa vào kiệt tác Das Wohltemperierte Clavier của ông. gồm hai quyển biên soạn năm 1722 và 1744.

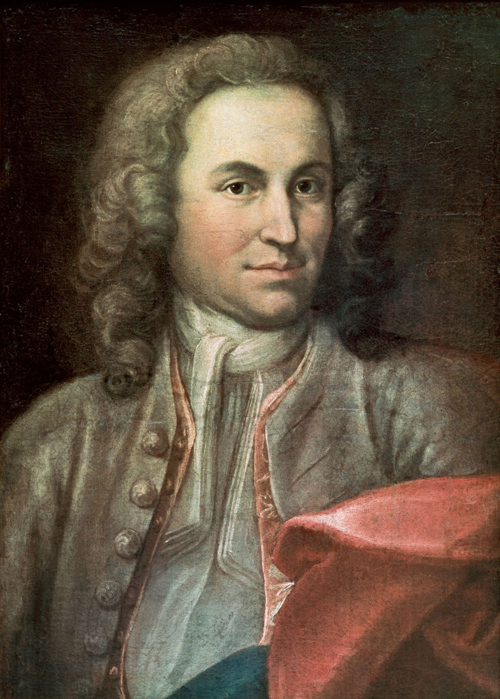
Chân dung Bach khi còn trẻ

Cũng tại Weimar, Bach soạn quyển "Organ cho Trẻ em" dành cho con trai đầu của ông, Wilhelm Friedmann, gồm những bản thánh ca Lutheran được soạn lại với cấu trúc phức tạp hơn được dùng để dạy đàn organ. Lúc ấy, những nhà âm nhạc học tranh luận xem bản cantata Giáng sinh Christen, ätzet diesen Tag, BWV 63, nên được trình diễn ở Halle năm 1713, hay nên đợi đến lễ kỷ niệm hai trăm năm cuộc Cải cách Kháng Cách tổ chức năm 1717.
Dần dà, Bach không còn được hâm mộ ở Weimar, theo bản tường trình của một thư ký tòa án, ông bị bắt giam khoảng một tháng trước khi bị đuổi việc.

### Köthen (1717–23)
Năm 1717, Leopold, Hoàng tử xứ Anhalt-Köthen, thuê Bach làm giám đốc âm nhạc. Hoàng tử Leopold, cũng là một nhạc sĩ, trân trọng tài năng của Bach, trả lương hậu hĩnh, và để ông tự do trong sáng tác và trình diễn. Hoàng tử là người theo Thần học Calvin không cầu kỳ trong việc sử dụng âm nhạc trong thờ phượng, do đó, hầu hết sáng tác của Bach trong giai đoạn này không liên quan đến các chủ đề tôn giáo như Orchestra Suites, Six Suites for Unaccompanied Cello, Sonatas and Partitas for Solo Violin, và Brandenburg Concertos. Bach cũng soạn những bản cantata cho triều đình như Die Zeit, die Tag und Jahre macht, BWV 134a.
Mặc dù cùng tuổi, ngưỡng mộ nhau, và sống cách nhau chỉ 80 dặm, Bach và Handel chưa bao giờ gặp nhau. Năm 1719 Bach đi 20 dặm từ Köthen đến Halle để gặp Handel nhưng lại nhằm lúc Handel vừa rời khỏi thành phố. Năm 1730, con trai của Bach, Friedmann đi Halle để mời Handel đến thăm gia đình Bach ở Leipzig, nhưng rồi chuyến viếng thăm chẳng bao giờ thực hiện được.
Ngày 7 tháng 7 năm 1720, khi Bach đang ở nước ngoài với Hoàng tử Leopold, vợ của Bach đột ngột qua đời. Năm sau, ông gặp Anna Magdalena Wilcke, một ca sĩ tài năng giọng nữ cao nhỏ hơn Bach 17 tuổi, lúc ấy đang trình diễn tại triều đình ở Köthen; ngày 3 tháng 12 năm 1721, hai người kết hôn. Tổng cộng họ có đến 13 người con, trong đó sáu người sống đến tuổi trưởng thành: Gottfried Heinrich, Johann Christoph Friedrich, Johann Christian, cả ba đều là những nhạc sĩ tài danh; Elisabeth Juliane Friederica (1726–81), kết hôn với học trò của Bach, Johann Christoph Altniko; Johanna Carolina (1737–81); và Regina Susanna (1742–1809).

### Leipzig (1723–50)

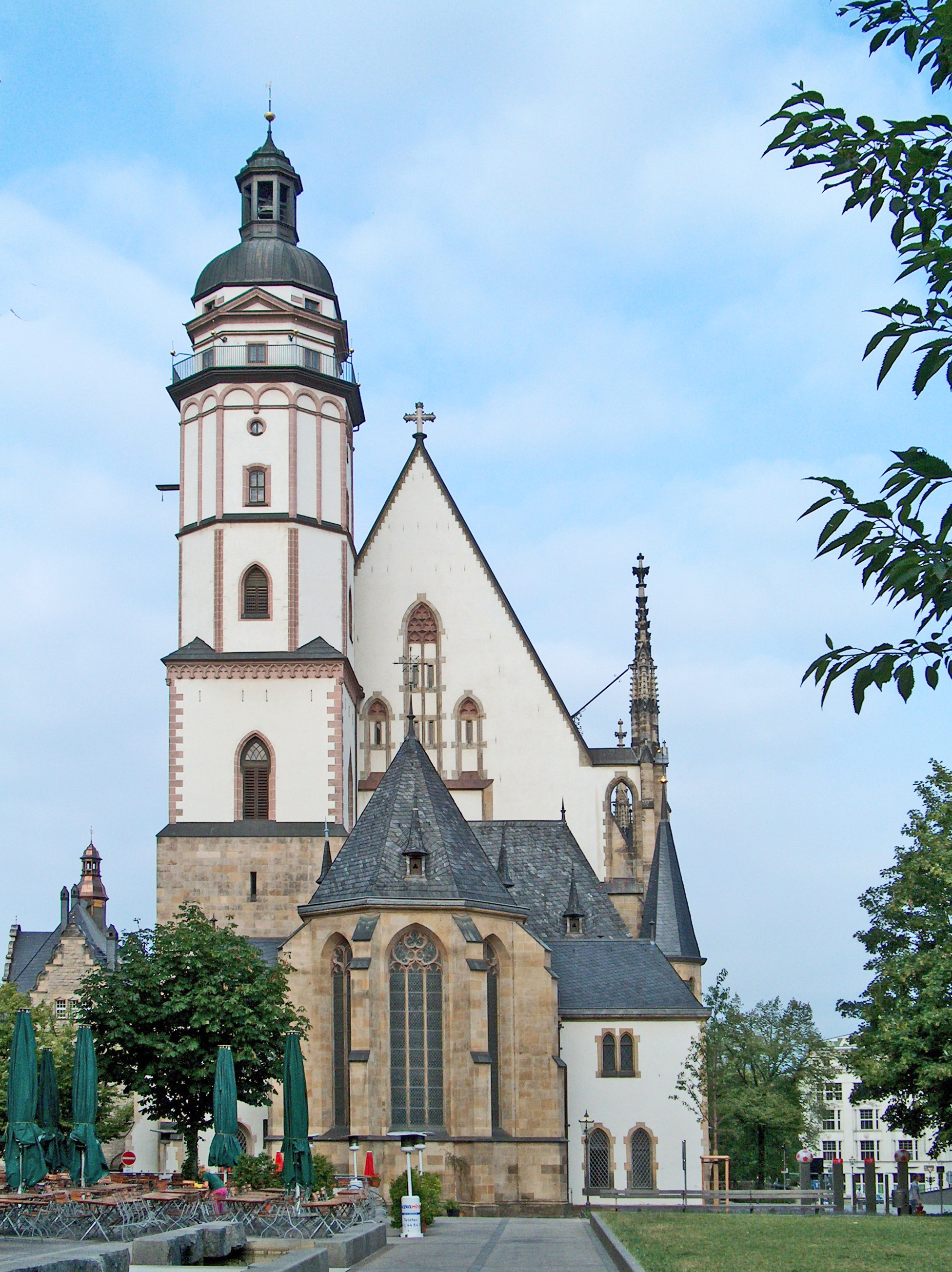
Nhà thờ St Thomas

Năm 1723, Bach được bổ nhiệm phụ trách âm nhạc cho Trường St Thomas thuộc Nhà thờ St Thomas tại Leipzig, đồng thời kiêm nhiệm Giám đốc Âm nhạc cho ba nhà thờ chính trong thành phố: Nhà thờ St Nikolai, Nhà thờ St Pauline, và Nhà thờ Đại học Leipzig. Đây là một vị trí được trọng vọng tại một trung tâm thương mại của Saxony, ông phục vụ ở đây suốt 27 năm cho đến khi qua đời.
Công việc của Bach là dạy hát cho học sinh Trường St Thomas và soạn nhạc cho các nhà thờ chính ở Leipzig. Bach cũng dạy tiếng La-tinh, và được phép sử dụng một phụ tá để thay thế ông trong nhiệm vụ này khi cần thiết. Người ta yêu cầu ông soạn một bản cantata cho mỗi lễ Chủ nhật, và cho những ngày lễ khác trong năm. Bach cũng thường trình diễn những bản cantata của riêng ông, hầu hết đều được sáng tác trong ba năm đầu ông đến sống ở Leipzig. Phần lớn những sáng tác hòa tấu dẫn ý từ những chương phúc âm đọc trong lễ thờ phượng mỗi Chủ nhật và những ngày lễ được ấn định trong lịch giáo nghi của Giáo hội Luther.

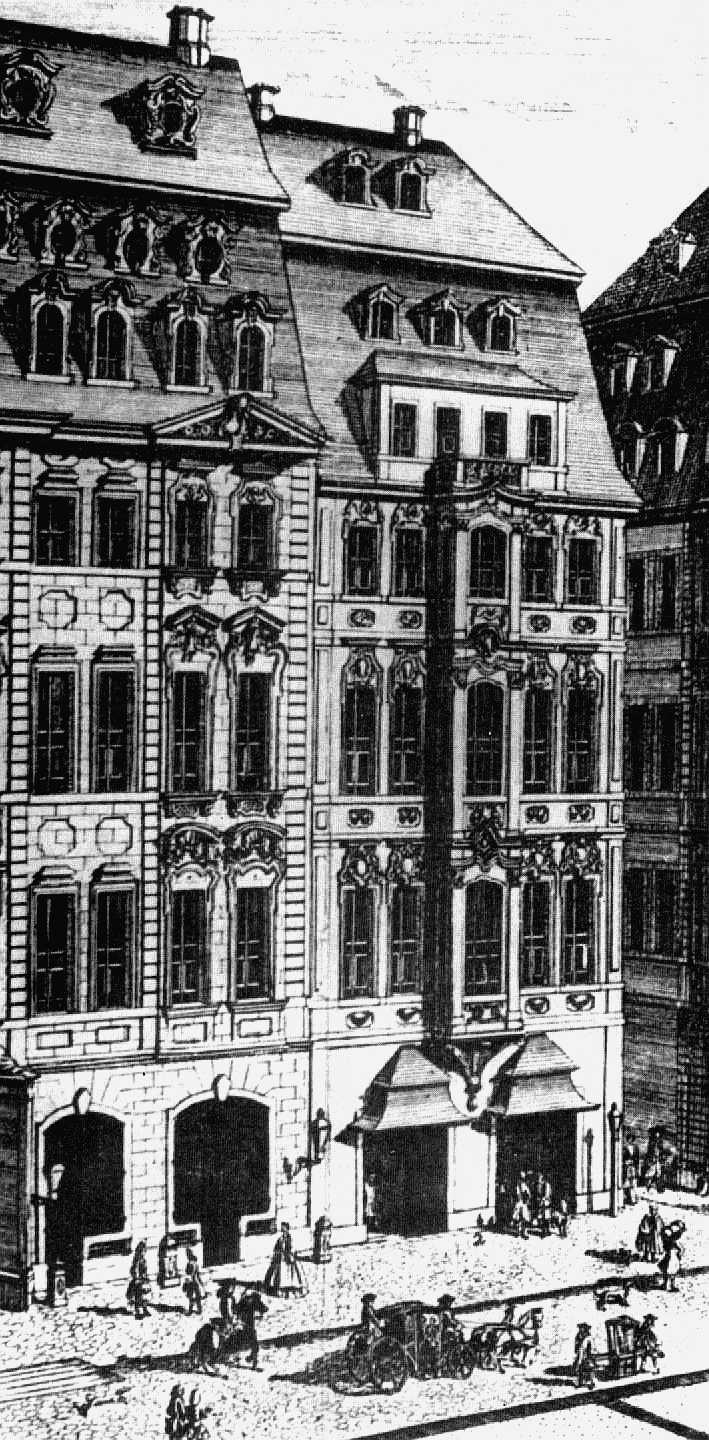
Zimmermannsches Caffeehaus, Leipzig

Bach tuyển các giọng nữ cao và giọng nữ trầm từ Trường St Thomas, giọng nam cao và nam trầm từ trong và ngoài trường. Ca đoàn thường hát cho lễ thành hôn và tang lễ để kiếm thêm thu nhập; có lẽ vì mục đích này cũng như cho chương trình đào tạo của nhà trường mà Bach viết ít nhất là sáu motet (đoản khúc), năm trong số đó được soạn cho ca đoàn. Trong nhà thờ, Bach thường trình bày các đoản khúc của những nhà soạn nhạc khác.
Không chỉ sáng tác và trình diễn trong các thánh lễ, tháng 3 năm 1729, Bach nhận lời làm giám đốc Collegium Musicum, chương trình trình diễn do nhà soạn nhạc Georg Philipp Telemann khởi xướng. Đây là một trong số hàng tá những tổ chức tư nhân hình thành tại các thành phố nói tiếng Đức do các sinh viên đại học yêu thích âm nhạc thành lập, ngày càng có nhiều ảnh hưởng trên đời sống âm nhạc của các thành phố, và thường được đặt dưới sự lãnh đạo của những nhạc sĩ chuyên nghiệp có uy tín. Theo nhận xét của Christoph Wolff, vị trí giám đốc đã giúp "củng cố ảnh hưởng của Bach trên các định chế âm nhạc then chốt tại Leipzig". Quanh năm, Collegium Musicum của Leipzig tổ chức những buổi trình diễn tại những địa điểm như Zimmermannsches Caffeehaus, một quán cà phê trên đường Catherine bên ngoài quảng trường chính. Nhiều sáng tác của Bach trong hai thập niên 1730 và 1740 được trình diễn bởi Collegium Musicum; trong số đó có những bài Clavier-Übung (thực hành bộ gõ) và nhiều bài viết cho hòa tấu violin và harpsichord.
Năm 1733, Bach sáng tác Kyrie và Gloria trong Mass cung Mi thứ. Ông trình bản thảo cho Vua Ba Lan, Đại Công tước Lithuania và Tuyển đế hầu Saxony, August III; dần dà ông giành được sự tín nhiệm của nhà vua và được phong chức Nhà Soạn nhạc Hoàng cung. Về sau ông phát triển sáng tác ấy thành bài Mass bằng cách thêm vào một Credo, Sanctus và Agnus Dei.

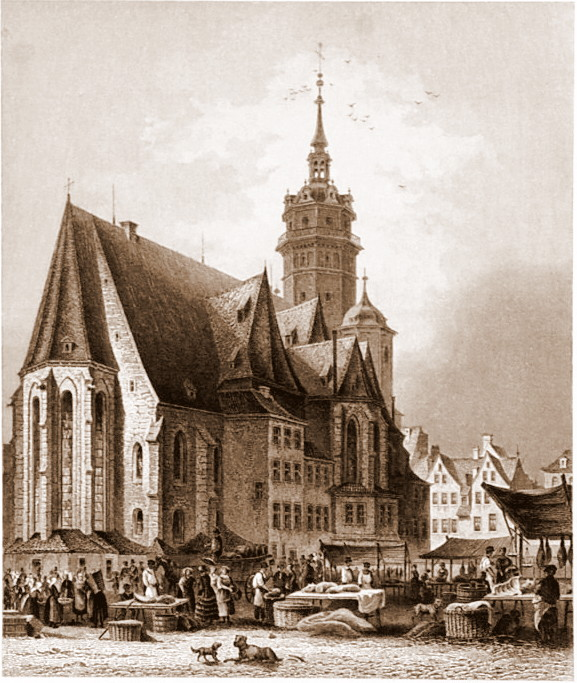
Nhà thờ St Nikolai, khoảng 1850

Địa vị Bach đạt được tại hoàng triều là một phần trong cuộc đấu tranh lâu dài với Hội đồng Thành phố Leipzig. Mặc dù toàn bộ tác phẩm Mass chưa lần nào được trình diễn khi Bach còn sống, Mass được xem là một trong những bản hợp xướng vĩ đại nhất trong mọi thời đại. Giữa năm 1737 và 1739, một học trò cũ của Bach, Carl Gotthelf Gerlach đảm nhiệm chức vụ Giám đốc Collegium Musicum.
Năm 1747, Bach đến thăm triều đình Vua Friedrich II của Phổ (Friedrich Đại đế) tại Potsdam. Nhà vua chơi một đoạn nhạc và yêu cầu Bach sáng tác ngẫu hứng một khúc fugue dựa trên nền nhạc ấy. Bach soạn liền ba khúc fugue trên chiếc đàn piano của Friedrich, và từ sáng tác ngẫu hứng ấy, Bach trình nhà vua một tặng phẩm âm nhạc gồm những khúc fugue, canon và một trio dựa trên nền nhạc nhà vua đã chọn.
Cũng trong năm ấy, Bach gia nhập Correspondierende Societät der musicalischen Wissenschaften của Lorenz Christoph Mizler sau một thời gian dài chuẩn bị như là một thủ tục cần thiết để gia nhập hội. Mizler gọi người thầy cũ là một trong những "guten Freunde und Gönner" (người bạn và người đỡ đầu tốt) của ông". Việc gia nhập này là quan trọng bởi vì Mizler là một đại biểu nhiệt thành của trào lưu Khai sáng tại Đức và Ba Lan. Tư cách hội viên của Bach cũng có một số tác dụng. Vào dịp này, ông sáng tác Einige canonische Veraenderungen, / über das / Weynacht-Lied: / Vom Himmel hoch da / komm ich her (BWV 769). Năm 1746, trong giai đoạn chuẩn bị nhập hội, Elias Gottlob Hausmann vẽ bức chân dung nổi tiếng của Bach. Mỗi thành viên đều phải nộp một bức chân dung. The canon triplex á 6 voc. (BWV 1076) viết về bức chân dung được đề tặng cho hội.
Tác phẩm cuối cùng của Bach là phần dạo đầu bài thánh ca cho organ tựa đề Vor deinen Thron tret ich hiermit (Con về chầu trước bệ ngai Ngài, Bach-Werke-Verzeichnis|BWV 668a), sáng tác trước khi qua đời, được đề tặng cho con rể của ông, Johann Christoph Altnickol. Khi đếm những nốt trên ba khuông nhạc của đoạn kết và xếp chúng theo mẫu tự Roman sẽ xuất hiện ba chữ cái tên của ông "JSB".

### Từ trần (1750)

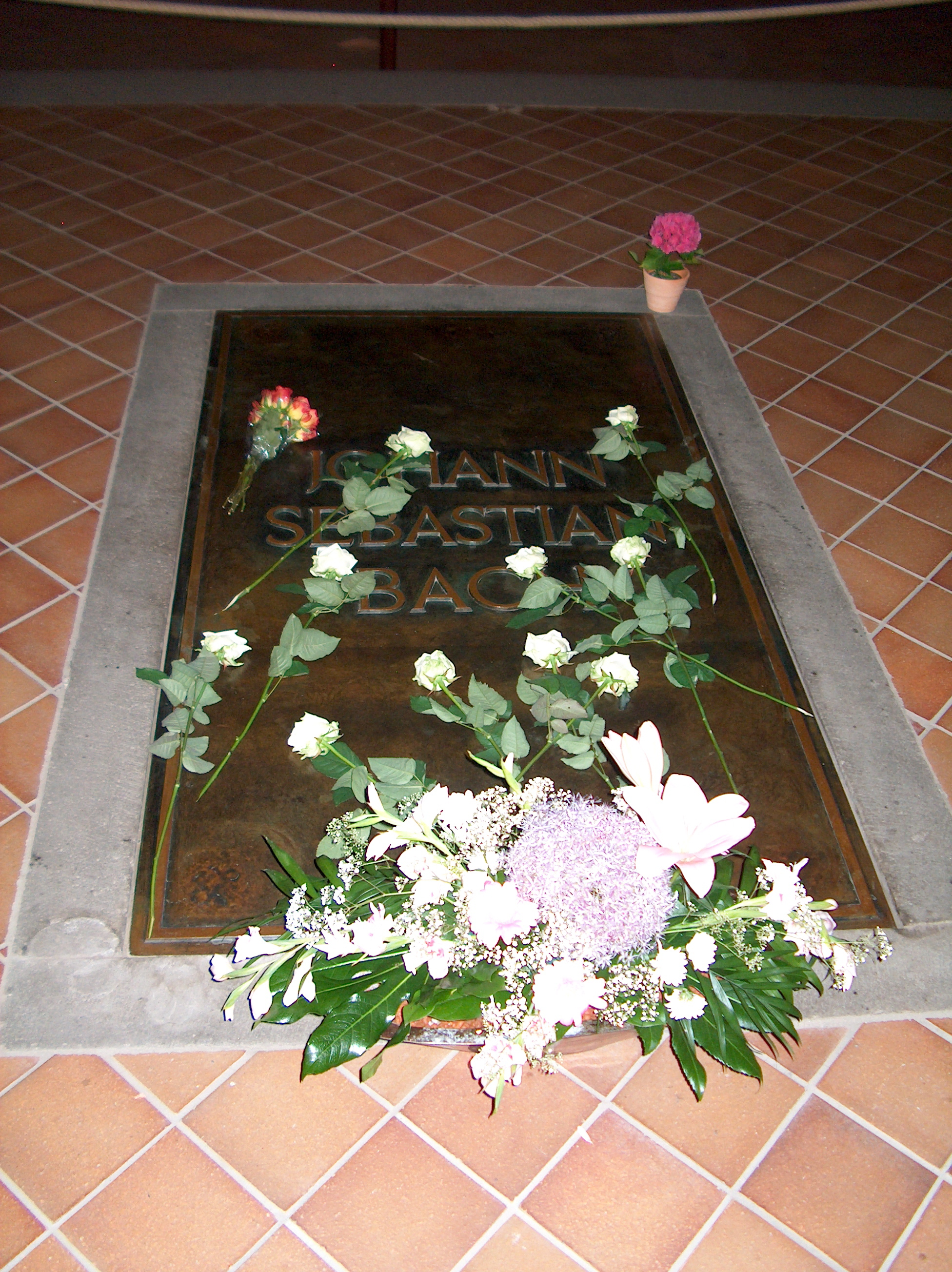
Phần mộ của Bach tại Nhà thờ St. Thomas, Leipzig

Từ năm 1749, sức khỏe của Bach bắt đầu suy giảm; ngày 2 tháng 6, Heinrich von Brühl viết thư cho một trong những nhà lãnh đạo thành phố Leipzig yêu cầu để giám đốc âm nhạc của ông, Gottlob Harrer, thay thế các vị trí của Bach "trong trường hợp Ông Bach qua đời." Dần dần, Bach bị mù mắt, nhà phẫu thuật mắt người Anh, John Taylor, phẫu thuật cho Bach vào dịp Taylor ghé thăm Leipzig trong tháng 3 hoặc tháng 4 năm 1750.
Ngày 28 tháng 7 năm 1750, Bach từ trần, hưởng thọ 65 tuổi. Một tờ báo cho rằng "hậu quả tai hại của một cuộc phẫu thuật mắt không thành công" đã gây ra cái chết. Các sử gia đương đại suy đoán rằng nguyên nhân cái chết là một cơn đột quị do biến chứng từ bệnh lao. Con trai Emanuel, và học trò Johann Friedrich Agricola, viết điếu văn cho Bach.
Tài sản của Bach để lại gồm có năm đàn Clevecin, hai đàn lute-harpsichord, ba cây đàn vĩ cầm, hai đàn đại hồ cầm, hai cello, một viola da gamba, một đàn lute và một đàn spinet, cùng 52 quyển "sách thiêng", trong đó có các tác phẩm của Martin Luther và Josephus.
Bach được an táng tại Nghĩa trang Old St John ở Leipzig. Phần mộ của ông bị lãng quên trong gần 150 năm. Đến năm 1894, cuối cùng người ta cũng tìm thấy quan tài của Bach và được dời đến Nhà thờ St John. Trong thời kỳ Chiến tranh thế giới thứ hai, ngôi giáo đường này bị Đồng minh đánh bom, năm 1950, di hài của Bach được chôn cất tại Nhà thờ St Thomas ở Leipzig.

## Di sản
Một bản tiểu sử chi tiết của Bach được Loren Christoph Mizler (một học trò cũ) ấn hành trên tạp chí âm nhạc Musikalische Bibliothek năm 1754, bốn năm sau khi Bach qua đời. Cho đến nay, bản tiểu sử này vẫn được xem là nguồn tư liệu ban đầu "phong phú nhất và khả tín nhất" về Bach.
Sau khi mất, danh tiếng của Bach như là một nhà soạn nhạc bị suy giảm; các sáng tác của ông bị xem là lỗi thời khi so sánh với thể loại nhạc cổ điển vừa mới xuất hiện. Lúc ấy, ông chỉ được nhớ đến như là một nhạc công và một thầy dạy nhạc.

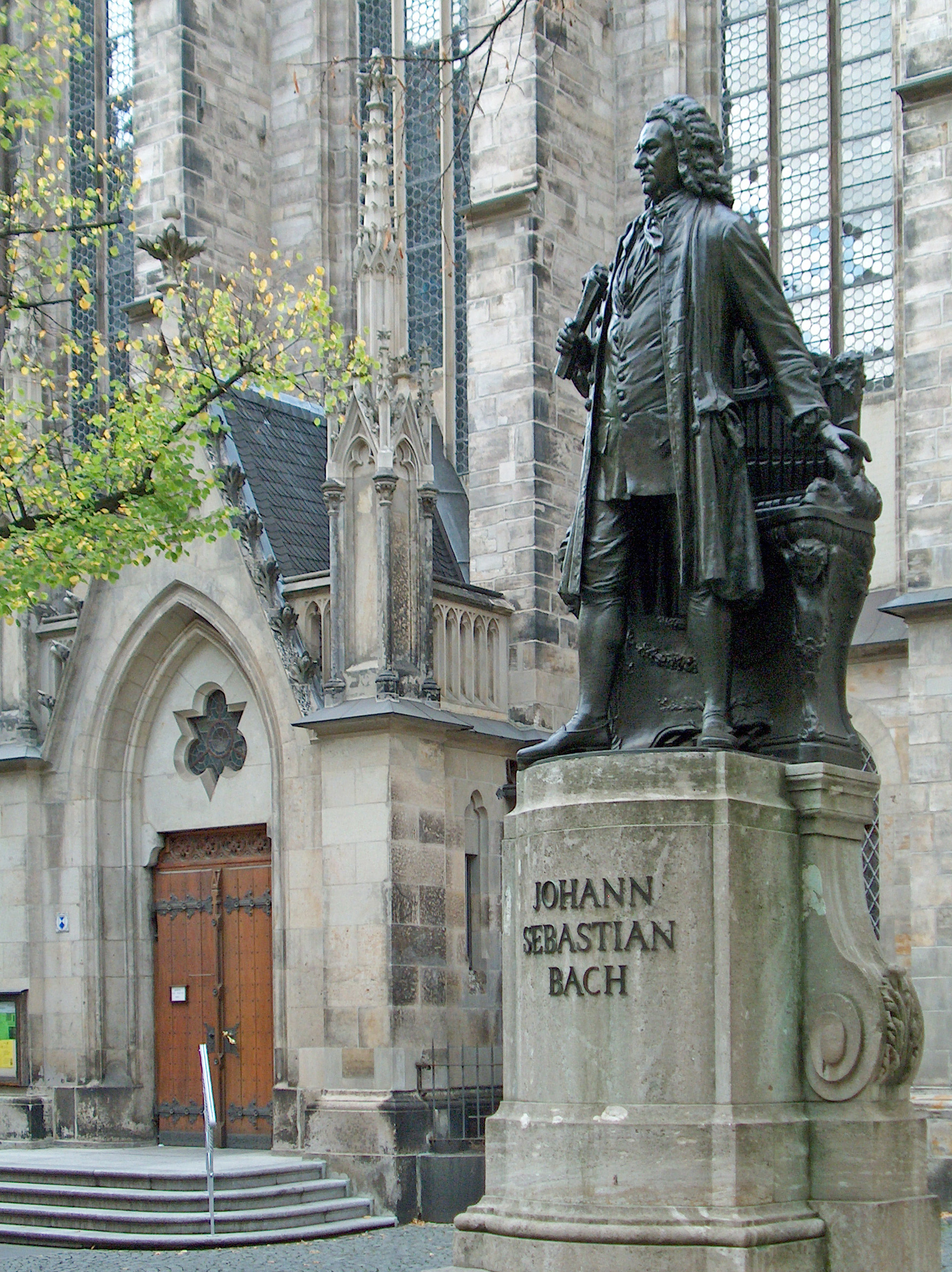
Tượng Bach ở Leipzig

Đến cuối thế kỷ 18 và đầu thế kỷ 19, tài năng của Bach được công nhận rộng rãi nhờ những sáng tác của ông cho bộ gõ. Mozart, Beethoven, Chopin, Robert Schumann, và Felix Mendelssohn là những tên tuổi được liệt kê trong danh sách những người ngưỡng mộ Bach; họ bắt đầu chú trọng nhiều hơn đến kỹ năng đối âm sau khi tiếp xúc với âm nhạc của Bach. Beethoven miêu tả Bach là "Urvater der Harmonie", "cha đẻ của hòa âm".
Thanh danh của Bach lan tỏa rộng một phần nhờ quyển tiểu sử Bach của Johann Nikolaus Forkel phát hành năm 1802. Felix Mendelssohn cũng đóng góp đáng kể cho nỗ lực phục hưng danh tiếng của Bach bằng cuộc trình diễn St Matthew Passion của Bach trong năm 1829 tại Berlin. Năm 1850, Bach Gesellschaft (Hội Bach) được thành lập để quảng bá các tác phẩm của ông; năm 1899 Hội đã phát hành một ấn bản toàn tập các sáng tác của nhà soạn nhạc với rất ít sửa đổi về biên tập.
Tiến trình nhìn nhận giá trị âm nhạc cũng như ảnh hưởng giáo dục một số tác phẩm của Bach tiếp diễn trong suốt thế kỷ 20, đáng kể nhất là nỗ lực của Pablo Casals quảng bá Cello Suites (tuyển tập sáu bài viết cho đàn cello) của Bach. Một đóng góp khác là phong trào "authentic" trình bày âm nhạc theo sát với chủ đích của nhà soạn nhạc, thí dụ như trình bày những bài viết cho bộ gõ với đàn harpsichord thay vì đàn piano lớn và sử dụng ca đoàn nhỏ hoặc giọng đơn ca thay vì những ca đoàn lớn và hùng hậu như thường thấy ở thế kỷ 19 và đầu thế kỷ 20.
Âm nhạc của Bach thường được ví sánh với văn chương của William Shakespeare và thành quả khoa học của Isaac Newton. Trong thế kỷ 20 ở nước Đức, người ta đặt tên đường và dựng tượng để tôn vinh ông. Hơn bất kỳ nhà soạn nhạc nào khác, âm nhạc của Bach xuất hiện ba lần trong Đĩa ghi vàng Voyager, mang những hình ảnh, tư liệu, âm thanh, ngôn ngữ, và âm nhạc chọn lọc về Trái Đất, văn hoá nhân loại đi khắp vũ trụ, với hi vọng một ngày nào đó, một nền văn minh ngoài Trái Đất sẽ có thể nhận được nó. Nó được coi là một phần trong chương trình Voyager.

## Phong cách âm nhạc

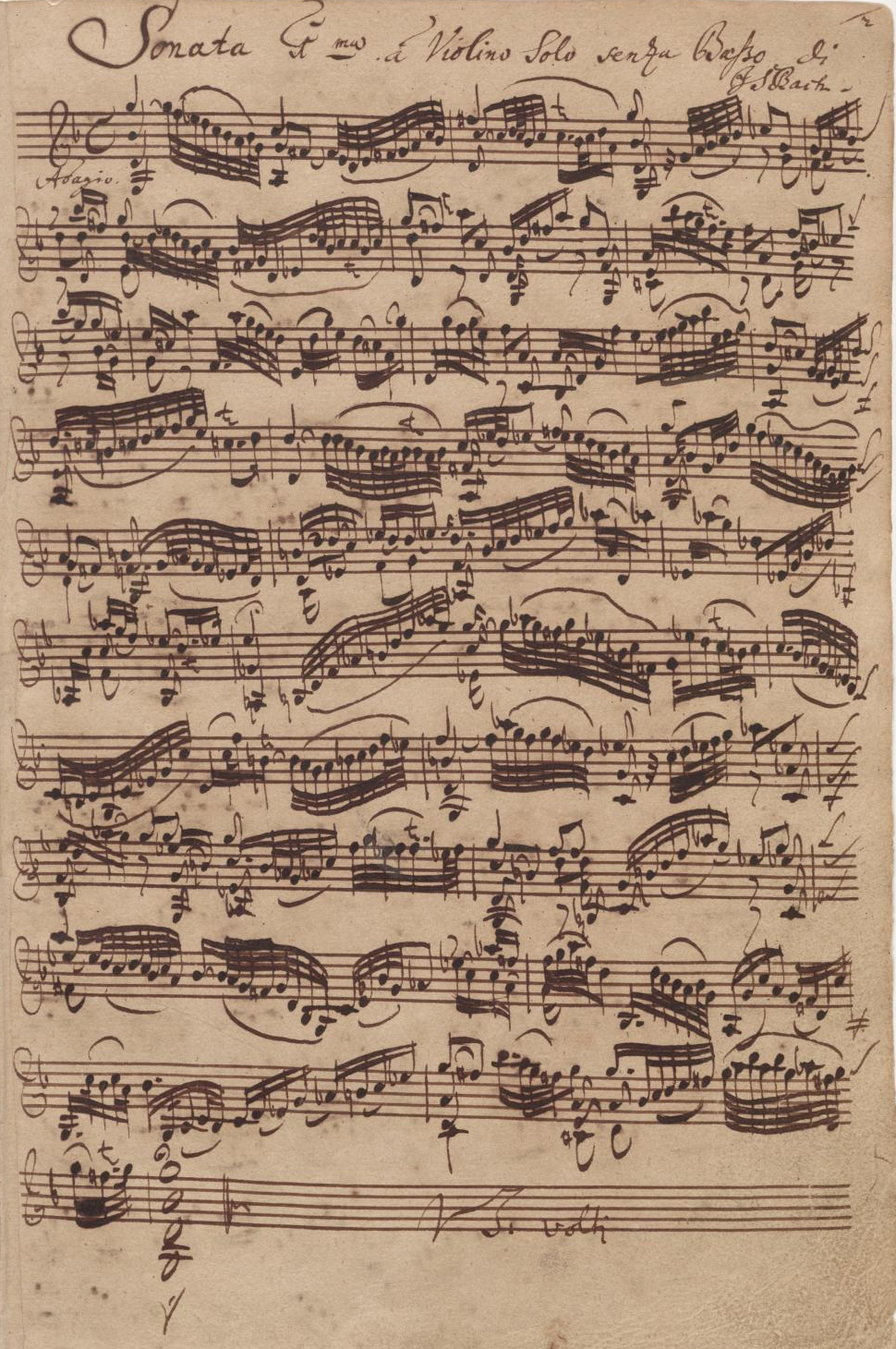
Violin Sonata số 1 cung Sol thứ (BWV 1001), bản thảo viết tay của Bach

Phong cách âm nhạc của Bach lập nền trên kỹ năng của ông trong sáng tạo đối âm và kiểm soát nhạc tố, sự tinh tế của ông trong những đoạn ngẫu hứng, khả năng tiếp cận với âm nhạc Pháp, Ý, Bắc và Nam Đức, cũng như niềm đam mê tận hiến dành cho giáo nghi Lutheran. Từ khi còn bé, Bach đã có nhiều cơ hội tiếp xúc với các nhạc sĩ, sử dụng nhiều loại nhạc cụ, và khả năng sáng tác đã giúp ông phát triển một phong thái âm nhạc phóng khoáng và sung mãn. Từ giai đoạn 1713-14 trở về sau, ông học hỏi nhiều từ phong cách âm nhạc của người Ý.
Trong thời kỳ Baroque, nhiều nhà soạn nhạc chỉ viết phần khung rồi dành phần tôn tạo cho những người trình diễn. Phương pháp này được ứng dụng khác nhau trong các trường phái âm nhạc ở châu Âu; Bach ghi nốt cho hầu hết hoặc tất cả khung nhạc của ông, không còn chỗ cho trình diễn ngẫu hứng.
Bach được biết đến như một nhà soạn nhạc có khả năng kết hợp nhịp điệu của nhạc khiêu vũ Pháp, sự duyên dáng của ca khúc Ý, và sự tinh tế của kỹ thuật đối âm Đức – tất cả những đặc điểm này được thể hiện trong sáng tác của Bach. Song đối với Bach, âm nhạc không chỉ đơn thuần là âm nhạc; gần ba phần tư những sáng tác của ông tập chú vào các chủ đề tôn giáo. Nhiều người gọi Bach là "Người viết Phúc âm thứ năm"; ông còn được miêu tả như là "Nhà thần học viết bằng những phím đàn".
Bach có mối tương giao mật thiết với Thiên Chúa của Cơ Đốc giáo theo truyền thống Lutheran; cùng lúc, chuẩn mực cao dành cho nền âm nhạc tôn giáo thời của ông đã giúp nhạc thánh chiếm vị trí trung tâm trong mục tiêu sáng tác của Bach. Ông là người mộ đạo chân thành và tận tụy, khi đang đảm trách vị trí nhạc trưởng tại Nhà thờ St Thomas ông cũng nhận lời dạy lớp giáo lý, và soạn nhạc dựa trên nội dung các bài giảng giáo lý; nhiều sáng tác của ông lập nền trên giai điệu hợp xướng thánh ca Lutheran. Cấu trúc quy mô lớn một số sáng tác của Bach cho nền thánh nhạc là chứng cứ thuyết phục về cung cách làm việc tinh tế, cần cù, và tỉ mỉ của ông. Lấy thí dụ, tác phẩm St Matthew Passion là câu chuyện kể cảm động và đầy kịch tích miêu tả sự thống khổ của Chúa Giê-xu - khởi đi từ bữa ăn cuối cùng với các môn đồ, bị phản bội, và bị bắt giữ trong vườn Gethsemane; rồi bị xét xử, bị đóng đinh trên thập tự giá, và được an táng - thông qua những đoạn rectative, aria, chorus, và chorale. Cấu trúc của Easter Oratori, BWV 249, cũng giống The Cruxifixion. Bach thường viết tắt SDG (Soli Deo Gloria – Vinh hiển chỉ thuộc về Thiên Chúa) vào cuối các bảng tổng phổ của ông.
Bach viết nhiều cho bộ gõ theo thang bậc từ continuo đến độc tấu với những harpsichord concerto và obbligato bộ gõ. Những đoạn độc tấu điêu luyện là yếu tố then chốt trong những tác phẩm khác của Bach như Prelude và Fugue cung Mi thứ, BWV 548 cho phong cầm.

### Trình diễn âm nhạc Bach
Ngày nay, những người trình diễn nhạc Bach thường theo một trong hai khuynh hướng: "trình diễn chân phương", áp dụng kỹ thuật truyền thống; hoặc sử dụng nhạc cụ và kỹ thuật hiện đại. Trong thời của Bach, dàn nhạc giao hưởng và ca đoàn thường có quy mô nhỏ, ngay cả với những tác phẩm đầy tâm huyết như Mass cung Si thứ và những Passion, ông cũng viết cho những cuộc trình diễn có quy mô tương đối khiêm tốn.
Do được phổ biến trên các phương tiện truyền thông và được sử dụng trong quảng cáo, âm nhạc của Bach được quảng bá rộng rãi trong hạ bán thế kỷ 20. Nhạc Bach theo phiên bản của nhóm nhạc a cappella Swingle Singers trở nên nổi tiếng (Air on the G string, hoạc Wachet Auf), cũng như Switched-On Bach của Wendy Carlos. Các nhạc sĩ nhạc Jazz cũng trình diễn nhạc Bach như Jacques Loussier, Ian Anderson, Uri Caine và Modern Jazz Quartet.

## Tác phẩm
Năm 1950, Wolfgang Schimeider thực hiện Bach Werke Verzeichnis (Tuyển tập các tác phẩm của Bach). Schmieder dựa trên Bach Gesellschaft Ausgabe, ấn hành toàn bộ các sáng tác của Bach từ năm 1850 đến 1905: BWV 1 – 224 là những bản cantata; BWV 225 -249, những bản hợp xướng quy mô lớn trong đó có những bài Passion (Thương khó); BWV 250 – 524, những bài thánh ca; BWV 525 – 748, viết cho đàn organ; BWV 772–994, viết cho bộ gõ; BWV 995–1000, viết cho đàn lute; BWV 1001–40, nhạc thính phòng; BWV 1041–71, nhạc giao hưởng; và BWV 1072–1126, canons và fugue.

### Những sáng tác cho đàn organ
Suốt cuộc đời mình, Bach được biết đến nhiều nhất như là nghệ sĩ đàn organ, thầy dạy đàn organ, và là nhà soạn nhạc cho đàn organ cả trong hai thể loại truyền thống Đức – như prelude, fantasia, và toccata – cũng như trong các hình thái nghiêm nhặt hơn như chorale prelude và fugue. Từ khi còn trẻ tuổi, Bach đã làm nên tên tuổi nhờ tính sáng tạo và ý tưởng đem các loại hình âm nhạc nước ngoài vào các tác phẩm viết cho organ của ông. Ảnh hưởng từ miền Bắc nước Đức đến từ Georg Böhm, hai người từng gặp nhau ở Lüneburg, và Dieterich Buxtehude mà ông từng tiếp xúc khi đến thăm Lübeck năm 1704. Cũng trong giai đoạn này, Bach chép lại nhiều tác phẩm của những nhà soạn nhạc người Ý và người Pháp để có thể thấu suốt ngôn ngữ sáng tác.
Trong giai đoạn sáng tác đỉnh cao của mình (1708-14), Bach sáng tác những đôi prelude và fugue cũng như toccata và fugue, rồi Orgelbüchlein (Sách nhỏ cho đàn organ), một tuyển tập chưa hoàn tất gồm 46 khúc dạo đầu ngắn thể hiện kỹ thuật sáng tác trên nền hòa âm hợp xướng. Sau khi rời Weimar, Bach bớt viết cho organ mặc dù những sáng tác nổi tiếng nhất của ông (sáu trio sonata, "German Organ Mass" trong Clavier-Übung III từ năm 1739, và hợp xướng Great Eighteen) đều được viết sau khi ông rời Weimar. Về sau, Bach dành nhiều thời gian cho việc tư vấn các đề án về organ, thử những chiếc đàn organ mới, và trình diễn đàn organ trong những buổi độc tấu.

### Những sáng tác khác cho bộ gõ

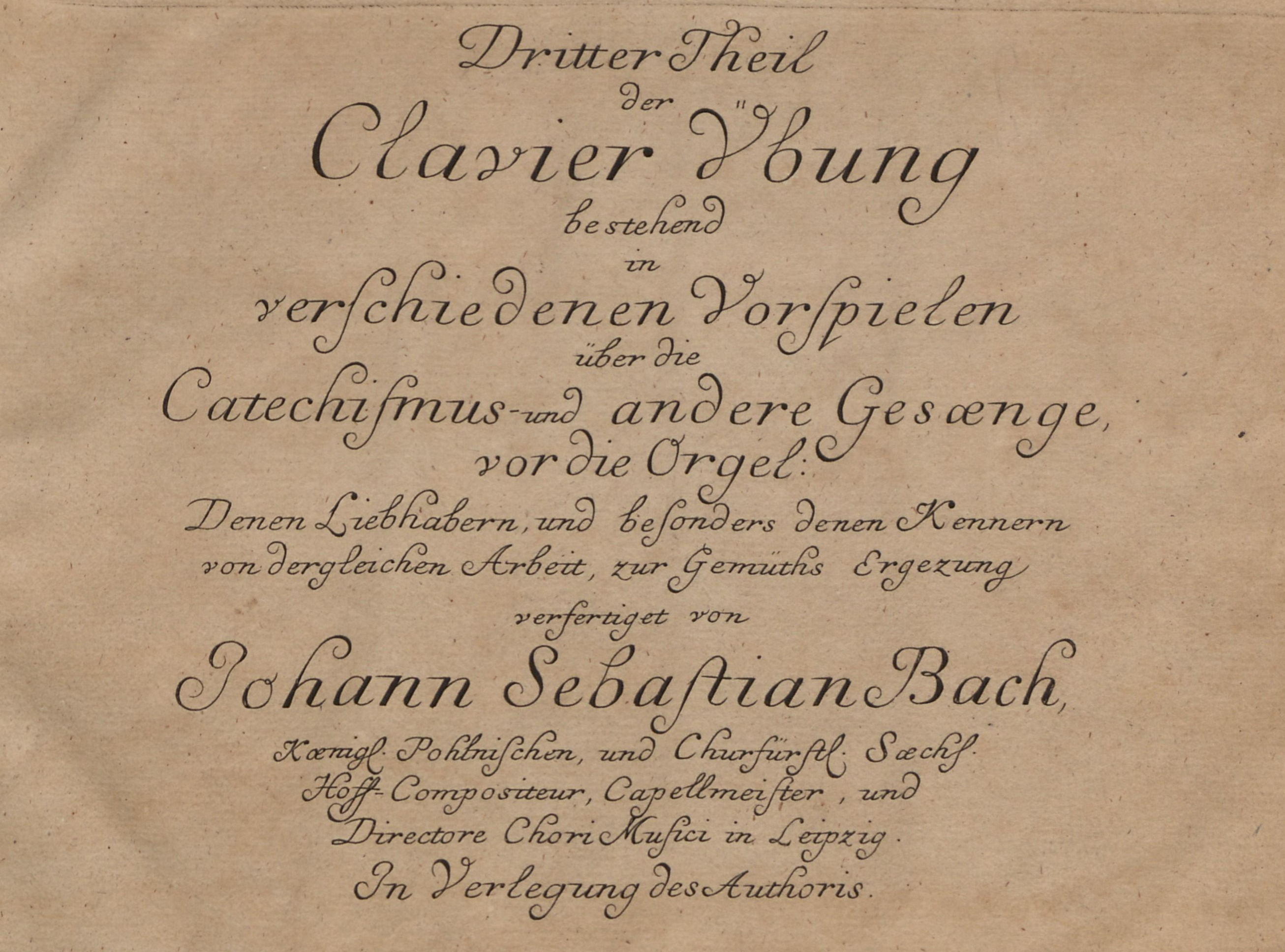
Trang bìa phần 3 của Clavier-Übung, một trong số ít tác phẩm của Bach xuất bản khi ông còn sống

Bach có nhiều sáng tác cho đàn harpsichord, trong đó có một số có thể trình bày với đàn clavichord. Phần nhiều những sáng tác cho bộ gõ của ông là những hợp tuyển bao gồm toàn bộ hệ thống lý thuyết theo phong cách bách khoa toàn thư.
- The Well-Tempered Clavier, Quyển 1 và 2 (BWV 864 – 893).
- 15 Invention và 15 Sinfonia (BWV 772-801).
- Ba tuyển tập dance suites: English Suites (BWV 806-811), French Suites (BWV 812-817), và Partiatas cho bộ gõ (BWV 825-830).
- Những khúc biến tấu Goldberg (BWV 988) là một aria với 30 biến tấu.
- Những sáng tác đa dạng khác như Overture in the French Style (French Overture, BWV 831), Chromatic Fantasia and Fugue (BWV 903), và Italian Concerto (BWV 971).

Trong số những sáng tác cho bộ gõ ít nổi tiếng hơn của Bach có bảy toccata (BWV 910-916), bốn duet (BWV 802-805), những sonata cho bộ gõ (BWV 963-967), Six Little Preludes (BWV 933-938), và Aria variata alla maniera italiana (BWV 989).

### Nhạc Giao hưởng và Thính phòng
Bach cũng sáng tác cho các loại nhạc cụ độc tấu, song tấu, và tạp kỹ nhỏ. Trong nhiều sáng tác độc tấu của ông có sáu sonata và parita cho violin (BWV 1001-1006), sáu cello suite (BWV 1007-1012), và Partia cho độc tấu sáo (BWV 1013) ở trong số những tác phẩm sâu lắng nhất của Bach. Ông cũng viết trio sonata; solo sonata cho sáo và cho viola da gamba; và một số lượng lớn canon và ricercare, tiêu biểu là The Art of Fugue và The Musical Offering.
Tác phẩm giao hưởng nổi tiếng nhất của Bach là Brandenburg Concertos, được đặt tên như thế là do trong năm 1721 Bach muốn được Bá tước Christian Ludwig của Brandenburg-Schewedt tuyển dụng, nhưng nỗ lực này của ông đã không thành công. Những concerto khác của Bach còn lưu giữ đến ngày nay có hai concerto violin (BWV 1041 và BWV 1042), một Concerto cho hai Violin Rê thứ (BWV 1043) thường được gọi là concerto "đôi" của Bach; và những concerto cho từ một đến bốn đàn harpsichord. 

### Đơn ca và Hợp xướng

#### Cantata
Từ giữa năm 1723, khi còn là nhạc trưởng ở Nhà thờ St Thomas, mỗi Chủ nhật và ngày lễ Bach trình bày một bản cantata phù hợp với nội dung của phần đọc Kinh Thánh. Dù có sử dụng những sáng tác của những nhà soạn nhạc khác, Bach viết những bản cantata đủ dùng cho ít nhất ba năm. Tổng cộng, ông viết hơn 300 cantata cho những ngày lễ tôn giáo, trong số đó còn khoảng 200 bản được lưu giữ.
Những bản cantata của Bach rất khác nhau từ hình thức cho đến nhạc cụ, một số cho đơn ca, đồng ca, nhóm hòa tấu nhỏ, hoặc cho những ban giao hưởng. Nội dung tương ứng với nghi lễ đọc Kinh Thánh hằng tuần, còn bản aria trình bày những chiêm nghiệm về đoạn Kinh Thánh ấy. Trong số những bản cantata hay nhất của Bach có:
- Christ lag in Todes Banden, BWV 4
- Ich hatte viel Bekümmernis, BWV 21
- Ein feste Burg ist unser Gott, BWV 80
- Gottes Zeit ist die allerbeste Zeit, BWV 106 (Actus Tragicus)
- Wachet auf, ruft uns die Stimme, BWV 140
- Herz und Mund und Tat und Leben, BWV 147

Bach còn viết một số cantata thế tục, thường là cho những sự kiện dân sự như lễ nhậm chức của hội đồng thành phố, hoặc cho hôn lễ.

#### Passion và Oratorio
Trong số các Passion (bài thương khó) do Bach sáng tác cho hợp xướng có hai tác phẩm đồ sộ là St Matthew Passion và St John Passion, viết cho giờ kinh chiều Thứ Sáu Tuần Thánh cử hành tại Nhà thờ St Thomas và Nhà thờ St Nicholas luân phiên theo năm. Oratorio Giáng sinh bao gồm một nhóm sáu bản cantata viết cho Mùa phụng vụ Giáng sinh.. Cũng có các bản oratorio ngắn hơn là Oratorio Phục sinh và Oratorio Thăng thiên.

#### Mass cung Si thứ
Một tác phẩm lớn được hình thành vào cuối đời của Bach, Mass cung Si thứ, là một tập hợp gồm những sáng tác trước đó (như các bản cantata Gloria in excelsis Deo, BWV 191và Weinen, Klagen, Sorgen, Zagen, BWV 120). Mass cung Si thứ chưa bao giờ được trình diễn trọn vẹn khi Bach còn sống.

## Danh mục các tác phẩm của Bach (BWV)

### Nhạc có lời
Bản catat
Bản Motet
Bộ lễ Ngợi ca
Các bài Thương khó và Thanh xướng kịch
Hát đuổi
Hát đuổi và Đối âm Muộn
Hợp xướng
Hợp xướng Hôn lễ
Lĩnh xướng
Nhạc chúc tụng
Nhạc Phụng tự và Đơn ca
Tuyển tập nhạc Chúc tụng của Schemelli

### Nhạc không lời
Bản đệm đàn cho hợp xướng
Bản đệm đàn phím cho hoà tấu của tác giả khác
Bản Hoà tấu
Bản hoà tấu Vĩ cầm
Bản phối của tác giả khác
Bản Tocata
Bản Tocata và Tẩu pháp
Bản xônát
Biến tấu, Khúc tùy hứng, và thể loại hỗn hợp
Các bài tập viết cho Anna Magdalena Bach
Các bản Tam tấu
Các bản Tẩu pháp
Các bản Xônát
Các Dị bản
Các Dị bản Khúc dạo đầu Hợp xướng
Các khúc dạo cho hợp xướng
Các khúc dạo cho hợp xướng khác
Các Khúc dạo đầu
Các Tiểu đoạn
Chuyển hành / Chương nhạc
Độc tấu
Giao hưởng
Hành khúc
Hoà tấu viết cho 3 đàn thụ cầm
Hoà tấu viết cho 4 đàn thụ cầm
Hoà tấu viết cho 2 đàn thụ cầm
Khúc dạo cho hợp xướng
Khúc dạo đầu
Khúc dạo đầu (Bản Tocata/Khúc Phóng túng) và Tẩu pháp
Khúc dạo đầu và Tẩu pháp
Khúc dạo đầu và Tẩu pháp/Tiểu tẩu pháp
Khúc kỹ năng / kỹ xảo cá nhân
Khúc mở màn (Tổ khúc)
Khúc mở màn Pháp quốc, Hoà tấu Ý quốc
Khúc Muset
Khúc Phóng túng
Khúc Phóng túng và Tẩu pháp
Khúc Phóng túng và Tẩu pháp/Tiểu Tẩu pháp
Luân khúc
Năm bản Dạo đầu
Phân đoạn và Biến tấu
Sáng tác và Giao hưởng
Sáu Tiểu Khúc dạo đầu
Song tấu
Tam tấu
Tam tấu Xônát
Tẩu pháp của Bach
Tẩu pháp và Tiểu Tẩu pháp
Tiểu đoạn
Tiểu Khúc dạo đầu và Tẩu pháp
Tiểu khúc dạo đầu
Tổ khúc
Tổ khúc phong cách Anh quốc
Tổ khúc Dàn nhạc (bản nguỵ thư)
Tổ khúc Hoà tấu và Dàn nhạc
Tổ khúc phong cách Pháp quốc
Tổ khúc và các Chuyển hành Tổ khúc
Tổng phổ hợp xướng
Tuyển tập Bình quân cho đàn Clavier
Vũ điệu Minuet
Vũ khúc Ba Lan
Xô nát và các Chuyển hành Xônát
Toàn bộ danh mục BWV có liên kết ngoài

## Gia phả
|                                     |                                     |                                     |                                     |                                     |                                     |                           |                           |                                       |                                       |                                              |                                              | Veit Bach (mất trước 1578)                   |                                              |                                              |                                              |                                              |                                              |                                              |                                              |                                              |                                              |                                          |                                          |                                             |                                             |                                             |                                             |                                             |                                             |                                         |                                         |                                        |                                        |                                        |                                        |                                        |                                        |                                |                                |                                   |                                   |                                   |                                   |                                   |                                   |  |  |                                          |                                          |                                          |                                          |                                          |                                          |                                       |                                       |                                       |                                       |                                       |                                       |                                       |                                       |  |  |                              |                              |                              |                              |                              |                              |  |  |                            |                            |                            |                            |                            |                            |  |  |  |  |
|                                     |                                     |                                     |                                     |                                     |                                     |                           |                           |                                       |                                       |                                              |                                              |                                              |                                              |                                              |                                              |                                              |                                              |                                              |                                              |                                              |                                              |                                          |                                          |                                             |                                             |                                             |                                             |                                             |                                             |                                         |                                         |                                        |                                        |                                        |                                        |                                        |                                        |                                |                                |                                   |                                   |                                   |                                   |                                   |                                   |  |  |                                          |                                          |                                          |                                          |                                          |                                          |                                       |                                       |                                       |                                       |                                       |                                       |                                       |                                       |  |  |                              |                              |                              |                              |                              |                              |  |  |                            |                            |                            |                            |                            |                            |  |  |  |  |
|                                     |                                     |                                     |                                     |                                     |                                     |                           |                           |                                       |                                       |                                              |                                              | Johannes Hans Bach (1550–1626)               |                                              |                                              |                                              |                                              |                                              |                                              |                                              |                                              |                                              |                                          |                                          |                                             |                                             |                                             |                                             |                                             |                                             |                                         |                                         |                                        |                                        |                                        |                                        |                                        |                                        |                                |                                |                                   |                                   |                                   |                                   |                                   |                                   |  |  |                                          |                                          |                                          |                                          |                                          |                                          |                                       |                                       |                                       |                                       |                                       |                                       |                                       |                                       |  |  |                              |                              |                              |                              |                              |                              |  |  |                            |                            |                            |                            |                            |                            |  |  |  |  |
|                                     |                                     |                                     |                                     |                                     |                                     |                           |                           |                                       |                                       |                                              |                                              |                                              |                                              |                                              |                                              |                                              |                                              |                                              |                                              |                                              |                                              |                                          |                                          |                                             |                                             |                                             |                                             |                                             |                                             |                                         |                                         |                                        |                                        |                                        |                                        |                                        |                                        |                                |                                |                                   |                                   |                                   |                                   |                                   |                                   |  |  |                                          |                                          |                                          |                                          |                                          |                                          |                                       |                                       |                                       |                                       |                                       |                                       |                                       |                                       |  |  |                              |                              |                              |                              |                              |                              |  |  |                            |                            |                            |                            |                            |                            |  |  |  |  |
|                                     |                                     |                                     |                                     |                                     |                                     |                           |                           |                                       |                                       |                                              |                                              |                                              |                                              |                                              |                                              |                                              |                                              |                                              |                                              |                                              |                                              |                                          |                                          |                                             |                                             |                                             |                                             |                                             |                                             |                                         |                                         |                                        |                                        |                                        |                                        |                                        |                                        |                                |                                |                                   |                                   |                                   |                                   |                                   |                                   |  |  |                                          |                                          |                                          |                                          |                                          |                                          |                                       |                                       |                                       |                                       |                                       |                                       |                                       |                                       |  |  |                              |                              |                              |                              |                              |                              |  |  |                            |                            |                            |                            |                            |                            |  |  |  |  |
|                                     |                                     |                                     |                                     | Heinrich Bach (1615–1692)           | Heinrich Bach (1615–1692)           | Heinrich Bach (1615–1692) | Heinrich Bach (1615–1692) | Heinrich Bach (1615–1692)             | Heinrich Bach (1615–1692)             |                                              |                                              |                                              |                                              |                                              |                                              |                                              |                                              |                                              |                                              | Christoph Bach (1613–1661)                   | Christoph Bach (1613–1661)                   | Christoph Bach (1613–1661)               | Christoph Bach (1613–1661)               | Christoph Bach (1613–1661)                  | Christoph Bach (1613–1661)                  |                                             |                                             |                                             |                                             |                                         |                                         |                                        |                                        |                                        |                                        |                                        |                                        |                                |                                |                                   |                                   |                                   |                                   |                                   |                                   |  |  |                                          |                                          |                                          |                                          |                                          |                                          |                                       |                                       |                                       |                                       |                                       |                                       |                                       |                                       |  |  |                              |                              |                              |                              |                              |                              |  |  |                            |                            |                            |                            |                            |                            |  |  |  |  |
|                                     |                                     |                                     |                                     | Heinrich Bach (1615–1692)           | Heinrich Bach (1615–1692)           | Heinrich Bach (1615–1692) | Heinrich Bach (1615–1692) | Heinrich Bach (1615–1692)             | Heinrich Bach (1615–1692)             |                                              |                                              |                                              |                                              |                                              |                                              |                                              |                                              |                                              |                                              | Christoph Bach (1613–1661)                   | Christoph Bach (1613–1661)                   | Christoph Bach (1613–1661)               | Christoph Bach (1613–1661)               | Christoph Bach (1613–1661)                  | Christoph Bach (1613–1661)                  |                                             |                                             |                                             |                                             |                                         |                                         |                                        |                                        |                                        |                                        |                                        |                                        |                                |                                |                                   |                                   |                                   |                                   |                                   |                                   |  |  |                                          |                                          |                                          |                                          |                                          |                                          |                                       |                                       |                                       |                                       |                                       |                                       |                                       |                                       |  |  |                              |                              |                              |                              |                              |                              |  |  |                            |                            |                            |                            |                            |                            |  |  |  |  |
|                                     |                                     |                                     |                                     |                                     |                                     |                           |                           |                                       |                                       |                                              |                                              |                                              |                                              |                                              |                                              |                                              |                                              |                                              |                                              |                                              |                                              |                                          |                                          |                                             |                                             |                                             |                                             |                                             |                                             |                                         |                                         |                                        |                                        |                                        |                                        |                                        |                                        |                                |                                |                                   |                                   |                                   |                                   |                                   |                                   |  |  |                                          |                                          |                                          |                                          |                                          |                                          |                                       |                                       |                                       |                                       |                                       |                                       |                                       |                                       |  |  |                              |                              |                              |                              |                              |                              |  |  |                            |                            |                            |                            |                            |                            |  |  |  |  |
| Johann Christoph Bach (1642–1703)   | Johann Christoph Bach (1642–1703)   | Johann Christoph Bach (1642–1703)   | Johann Christoph Bach (1642–1703)   | Johann Christoph Bach (1642–1703)   | Johann Christoph Bach (1642–1703)   |                           |                           | Johann Michael Bach (1648–1694)       | Johann Michael Bach (1648–1694)       | Johann Michael Bach (1648–1694)              | Johann Michael Bach (1648–1694)              | Johann Michael Bach (1648–1694)              | Johann Michael Bach (1648–1694)              |                                              |                                              | Johann Ambrosius Bach (1645–1695)            | Johann Ambrosius Bach (1645–1695)            | Johann Ambrosius Bach (1645–1695)            | Johann Ambrosius Bach (1645–1695)            | Johann Ambrosius Bach (1645–1695)            | Johann Ambrosius Bach (1645–1695)            |                                          |                                          | Maria Elisabeth Lämmerhirt (1644–1694)      | Maria Elisabeth Lämmerhirt (1644–1694)      | Maria Elisabeth Lämmerhirt (1644–1694)      | Maria Elisabeth Lämmerhirt (1644–1694)      | Maria Elisabeth Lämmerhirt (1644–1694)      | Maria Elisabeth Lämmerhirt (1644–1694)      |                                         |                                         | Johann Christoph Bach (1645–1693)      | Johann Christoph Bach (1645–1693)      | Johann Christoph Bach (1645–1693)      | Johann Christoph Bach (1645–1693)      | Johann Christoph Bach (1645–1693)      | Johann Christoph Bach (1645–1693)      |                                |                                |                                   |                                   |                                   |                                   |                                   |                                   |  |  |                                          |                                          |                                          |                                          |                                          |                                          |                                       |                                       |                                       |                                       |                                       |                                       |                                       |                                       |  |  |                              |                              |                              |                              |                              |                              |  |  |                            |                            |                            |                            |                            |                            |  |  |  |  |
| Johann Christoph Bach (1642–1703)   | Johann Christoph Bach (1642–1703)   | Johann Christoph Bach (1642–1703)   | Johann Christoph Bach (1642–1703)   | Johann Christoph Bach (1642–1703)   | Johann Christoph Bach (1642–1703)   |                           |                           | Johann Michael Bach (1648–1694)       | Johann Michael Bach (1648–1694)       | Johann Michael Bach (1648–1694)              | Johann Michael Bach (1648–1694)              | Johann Michael Bach (1648–1694)              | Johann Michael Bach (1648–1694)              |                                              |                                              | Johann Ambrosius Bach (1645–1695)            | Johann Ambrosius Bach (1645–1695)            | Johann Ambrosius Bach (1645–1695)            | Johann Ambrosius Bach (1645–1695)            | Johann Ambrosius Bach (1645–1695)            | Johann Ambrosius Bach (1645–1695)            |                                          |                                          | Maria Elisabeth Lämmerhirt (1644–1694)      | Maria Elisabeth Lämmerhirt (1644–1694)      | Maria Elisabeth Lämmerhirt (1644–1694)      | Maria Elisabeth Lämmerhirt (1644–1694)      | Maria Elisabeth Lämmerhirt (1644–1694)      | Maria Elisabeth Lämmerhirt (1644–1694)      |                                         |                                         | Johann Christoph Bach (1645–1693)      | Johann Christoph Bach (1645–1693)      | Johann Christoph Bach (1645–1693)      | Johann Christoph Bach (1645–1693)      | Johann Christoph Bach (1645–1693)      | Johann Christoph Bach (1645–1693)      |                                |                                |                                   |                                   |                                   |                                   |                                   |                                   |  |  |                                          |                                          |                                          |                                          |                                          |                                          |                                       |                                       |                                       |                                       |                                       |                                       |                                       |                                       |  |  |                              |                              |                              |                              |                              |                              |  |  |                            |                            |                            |                            |                            |                            |  |  |  |  |
|                                     |                                     |                                     |                                     |                                     |                                     |                           |                           |                                       |                                       |                                              |                                              |                                              |                                              |                                              |                                              |                                              |                                              |                                              |                                              |                                              |                                              |                                          |                                          |                                             |                                             |                                             |                                             |                                             |                                             |                                         |                                         |                                        |                                        |                                        |                                        |                                        |                                        |                                |                                |                                   |                                   |                                   |                                   |                                   |                                   |  |  |                                          |                                          |                                          |                                          |                                          |                                          |                                       |                                       |                                       |                                       |                                       |                                       |                                       |                                       |  |  |                              |                              |                              |                              |                              |                              |  |  |                            |                            |                            |                            |                            |                            |  |  |  |  |
|                                     |                                     |                                     |                                     |                                     |                                     |                           |                           |                                       |                                       |                                              |                                              |                                              |                                              |                                              |                                              |                                              |                                              |                                              |                                              |                                              |                                              |                                          |                                          |                                             |                                             |                                             |                                             |                                             |                                             |                                         |                                         |                                        |                                        |                                        |                                        |                                        |                                        |                                |                                |                                   |                                   |                                   |                                   |                                   |                                   |  |  |                                          |                                          |                                          |                                          |                                          |                                          |                                       |                                       |                                       |                                       |                                       |                                       |                                       |                                       |  |  |                              |                              |                              |                              |                              |                              |  |  |                            |                            |                            |                            |                            |                            |  |  |  |  |
| Johann Nicolaus Bach (1669–1753)    | Johann Nicolaus Bach (1669–1753)    | Johann Nicolaus Bach (1669–1753)    | Johann Nicolaus Bach (1669–1753)    | Johann Nicolaus Bach (1669–1753)    | Johann Nicolaus Bach (1669–1753)    |                           |                           | Maria Barbara Bach (1684–1720)        | Maria Barbara Bach (1684–1720)        | Maria Barbara Bach (1684–1720)               | Maria Barbara Bach (1684–1720)               | Maria Barbara Bach (1684–1720)               | Maria Barbara Bach (1684–1720)               |                                              |                                              | Johann Sebastian Bach (1685–1750)            | Johann Sebastian Bach (1685–1750)            | Johann Sebastian Bach (1685–1750)            | Johann Sebastian Bach (1685–1750)            | Johann Sebastian Bach (1685–1750)            | Johann Sebastian Bach (1685–1750)            |                                          |                                          | Anna Magdalena Wilcke (1701–1760)           | Anna Magdalena Wilcke (1701–1760)           | Anna Magdalena Wilcke (1701–1760)           | Anna Magdalena Wilcke (1701–1760)           | Anna Magdalena Wilcke (1701–1760)           | Anna Magdalena Wilcke (1701–1760)           |                                         |                                         | Johann Jacob Bach (1682–1722)          | Johann Jacob Bach (1682–1722)          | Johann Jacob Bach (1682–1722)          | Johann Jacob Bach (1682–1722)          | Johann Jacob Bach (1682–1722)          | Johann Jacob Bach (1682–1722)          |                                |                                |                                   |                                   |                                   |                                   |                                   |                                   |  |  |                                          |                                          |                                          |                                          |                                          |                                          |                                       |                                       |                                       |                                       |                                       |                                       |                                       |                                       |  |  |                              |                              |                              |                              |                              |                              |  |  |                            |                            |                            |                            |                            |                            |  |  |  |  |
| Johann Nicolaus Bach (1669–1753)    | Johann Nicolaus Bach (1669–1753)    | Johann Nicolaus Bach (1669–1753)    | Johann Nicolaus Bach (1669–1753)    | Johann Nicolaus Bach (1669–1753)    | Johann Nicolaus Bach (1669–1753)    |                           |                           | Maria Barbara Bach (1684–1720)        | Maria Barbara Bach (1684–1720)        | Maria Barbara Bach (1684–1720)               | Maria Barbara Bach (1684–1720)               | Maria Barbara Bach (1684–1720)               | Maria Barbara Bach (1684–1720)               |                                              |                                              | Johann Sebastian Bach (1685–1750)            | Johann Sebastian Bach (1685–1750)            | Johann Sebastian Bach (1685–1750)            | Johann Sebastian Bach (1685–1750)            | Johann Sebastian Bach (1685–1750)            | Johann Sebastian Bach (1685–1750)            |                                          |                                          | Anna Magdalena Wilcke (1701–1760)           | Anna Magdalena Wilcke (1701–1760)           | Anna Magdalena Wilcke (1701–1760)           | Anna Magdalena Wilcke (1701–1760)           | Anna Magdalena Wilcke (1701–1760)           | Anna Magdalena Wilcke (1701–1760)           |                                         |                                         | Johann Jacob Bach (1682–1722)          | Johann Jacob Bach (1682–1722)          | Johann Jacob Bach (1682–1722)          | Johann Jacob Bach (1682–1722)          | Johann Jacob Bach (1682–1722)          | Johann Jacob Bach (1682–1722)          |                                |                                |                                   |                                   |                                   |                                   |                                   |                                   |  |  |                                          |                                          |                                          |                                          |                                          |                                          |                                       |                                       |                                       |                                       |                                       |                                       |                                       |                                       |  |  |                              |                              |                              |                              |                              |                              |  |  |                            |                            |                            |                            |                            |                            |  |  |  |  |
|                                     |                                     |                                     |                                     |                                     |                                     |                           |                           |                                       |                                       |                                              |                                              |                                              |                                              |                                              |                                              |                                              |                                              |                                              |                                              |                                              |                                              |                                          |                                          |                                             |                                             |                                             |                                             |                                             |                                             |                                         |                                         |                                        |                                        |                                        |                                        |                                        |                                        |                                |                                |                                   |                                   |                                   |                                   |                                   |                                   |  |  |                                          |                                          |                                          |                                          |                                          |                                          |                                       |                                       |                                       |                                       |                                       |                                       |                                       |                                       |  |  |                              |                              |                              |                              |                              |                              |  |  |                            |                            |                            |                            |                            |                            |  |  |  |  |
|                                     |                                     |                                     |                                     |                                     |                                     |                           |                           |                                       |                                       |                                              |                                              |                                              |                                              |                                              |                                              |                                              |                                              |                                              |                                              |                                              |                                              |                                          |                                          |                                             |                                             |                                             |                                             |                                             |                                             |                                         |                                         |                                        |                                        |                                        |                                        |                                        |                                        |                                |                                |                                   |                                   |                                   |                                   |                                   |                                   |  |  |                                          |                                          |                                          |                                          |                                          |                                          |                                       |                                       |                                       |                                       |                                       |                                       |                                       |                                       |  |  |                              |                              |                              |                              |                              |                              |  |  |                            |                            |                            |                            |                            |                            |  |  |  |  |
| Wilhelm Friedemann Bach (1710–1784) | Wilhelm Friedemann Bach (1710–1784) | Wilhelm Friedemann Bach (1710–1784) | Wilhelm Friedemann Bach (1710–1784) | Wilhelm Friedemann Bach (1710–1784) | Wilhelm Friedemann Bach (1710–1784) |                           |                           | Carl Philipp Emanuel Bach (1714–1788) | Carl Philipp Emanuel Bach (1714–1788) | Carl Philipp Emanuel Bach (1714–1788)        | Carl Philipp Emanuel Bach (1714–1788)        | Carl Philipp Emanuel Bach (1714–1788)        | Carl Philipp Emanuel Bach (1714–1788)        |                                              |                                              | Gottfried Heinrich Bach (1724–1763)          | Gottfried Heinrich Bach (1724–1763)          | Gottfried Heinrich Bach (1724–1763)          | Gottfried Heinrich Bach (1724–1763)          | Gottfried Heinrich Bach (1724–1763)          | Gottfried Heinrich Bach (1724–1763)          |                                          |                                          | Johann Christoph Friedrich Bach (1732–1795) | Johann Christoph Friedrich Bach (1732–1795) | Johann Christoph Friedrich Bach (1732–1795) | Johann Christoph Friedrich Bach (1732–1795) | Johann Christoph Friedrich Bach (1732–1795) | Johann Christoph Friedrich Bach (1732–1795) |                                         |                                         | Lucia Elisabeth Munchhusen (1728–1803) | Lucia Elisabeth Munchhusen (1728–1803) | Lucia Elisabeth Munchhusen (1728–1803) | Lucia Elisabeth Munchhusen (1728–1803) | Lucia Elisabeth Munchhusen (1728–1803) | Lucia Elisabeth Munchhusen (1728–1803) |                                |                                | Johann Christian Bach (1735–1782) | Johann Christian Bach (1735–1782) | Johann Christian Bach (1735–1782) | Johann Christian Bach (1735–1782) | Johann Christian Bach (1735–1782) | Johann Christian Bach (1735–1782) |  |  | Elisabeth Juliane Friederica (1726–1781) | Elisabeth Juliane Friederica (1726–1781) | Elisabeth Juliane Friederica (1726–1781) | Elisabeth Juliane Friederica (1726–1781) | Elisabeth Juliane Friederica (1726–1781) | Elisabeth Juliane Friederica (1726–1781) |                                       |                                       | Johann Christoph Altnikol (1720–1759) | Johann Christoph Altnikol (1720–1759) | Johann Christoph Altnikol (1720–1759) | Johann Christoph Altnikol (1720–1759) | Johann Christoph Altnikol (1720–1759) | Johann Christoph Altnikol (1720–1759) |  |  | Johanna Carolina (1737–1781) | Johanna Carolina (1737–1781) | Johanna Carolina (1737–1781) | Johanna Carolina (1737–1781) | Johanna Carolina (1737–1781) | Johanna Carolina (1737–1781) |  |  | Regina Susanna (1742–1809) | Regina Susanna (1742–1809) | Regina Susanna (1742–1809) | Regina Susanna (1742–1809) | Regina Susanna (1742–1809) | Regina Susanna (1742–1809) |  |  |  |  |
| Wilhelm Friedemann Bach (1710–1784) | Wilhelm Friedemann Bach (1710–1784) | Wilhelm Friedemann Bach (1710–1784) | Wilhelm Friedemann Bach (1710–1784) | Wilhelm Friedemann Bach (1710–1784) | Wilhelm Friedemann Bach (1710–1784) |                           |                           | Carl Philipp Emanuel Bach (1714–1788) | Carl Philipp Emanuel Bach (1714–1788) | Carl Philipp Emanuel Bach (1714–1788)        | Carl Philipp Emanuel Bach (1714–1788)        | Carl Philipp Emanuel Bach (1714–1788)        | Carl Philipp Emanuel Bach (1714–1788)        |                                              |                                              | Gottfried Heinrich Bach (1724–1763)          | Gottfried Heinrich Bach (1724–1763)          | Gottfried Heinrich Bach (1724–1763)          | Gottfried Heinrich Bach (1724–1763)          | Gottfried Heinrich Bach (1724–1763)          | Gottfried Heinrich Bach (1724–1763)          |                                          |                                          | Johann Christoph Friedrich Bach (1732–1795) | Johann Christoph Friedrich Bach (1732–1795) | Johann Christoph Friedrich Bach (1732–1795) | Johann Christoph Friedrich Bach (1732–1795) | Johann Christoph Friedrich Bach (1732–1795) | Johann Christoph Friedrich Bach (1732–1795) |                                         |                                         | Lucia Elisabeth Munchhusen (1728–1803) | Lucia Elisabeth Munchhusen (1728–1803) | Lucia Elisabeth Munchhusen (1728–1803) | Lucia Elisabeth Munchhusen (1728–1803) | Lucia Elisabeth Munchhusen (1728–1803) | Lucia Elisabeth Munchhusen (1728–1803) |                                |                                | Johann Christian Bach (1735–1782) | Johann Christian Bach (1735–1782) | Johann Christian Bach (1735–1782) | Johann Christian Bach (1735–1782) | Johann Christian Bach (1735–1782) | Johann Christian Bach (1735–1782) |  |  | Elisabeth Juliane Friederica (1726–1781) | Elisabeth Juliane Friederica (1726–1781) | Elisabeth Juliane Friederica (1726–1781) | Elisabeth Juliane Friederica (1726–1781) | Elisabeth Juliane Friederica (1726–1781) | Elisabeth Juliane Friederica (1726–1781) |                                       |                                       | Johann Christoph Altnikol (1720–1759) | Johann Christoph Altnikol (1720–1759) | Johann Christoph Altnikol (1720–1759) | Johann Christoph Altnikol (1720–1759) | Johann Christoph Altnikol (1720–1759) | Johann Christoph Altnikol (1720–1759) |  |  | Johanna Carolina (1737–1781) | Johanna Carolina (1737–1781) | Johanna Carolina (1737–1781) | Johanna Carolina (1737–1781) | Johanna Carolina (1737–1781) | Johanna Carolina (1737–1781) |  |  | Regina Susanna (1742–1809) | Regina Susanna (1742–1809) | Regina Susanna (1742–1809) | Regina Susanna (1742–1809) | Regina Susanna (1742–1809) | Regina Susanna (1742–1809) |  |  |  |  |
|                                     |                                     |                                     |                                     |                                     |                                     |                           |                           |                                       |                                       |                                              |                                              |                                              |                                              |                                              |                                              |                                              |                                              |                                              |                                              |                                              |                                              |                                          |                                          |                                             |                                             |                                             |                                             |                                             |                                             |                                         |                                         |                                        |                                        |                                        |                                        |                                        |                                        |                                |                                |                                   |                                   |                                   |                                   |                                   |                                   |  |  |                                          |                                          |                                          |                                          |                                          |                                          |                                       |                                       |                                       |                                       |                                       |                                       |                                       |                                       |  |  |                              |                              |                              |                              |                              |                              |  |  |                            |                            |                            |                            |                            |                            |  |  |  |  |
|                                     |                                     |                                     |                                     |                                     |                                     |                           |                           |                                       |                                       |                                              |                                              |                                              |                                              |                                              |                                              |                                              |                                              |                                              |                                              |                                              |                                              |                                          |                                          |                                             |                                             |                                             |                                             |                                             |                                             |                                         |                                         |                                        |                                        |                                        |                                        |                                        |                                        |                                |                                |                                   |                                   |                                   |                                   |                                   |                                   |  |  |                                          |                                          |                                          |                                          |                                          |                                          |                                       |                                       |                                       |                                       |                                       |                                       |                                       |                                       |  |  |                              |                              |                              |                              |                              |                              |  |  |                            |                            |                            |                            |                            |                            |  |  |  |  |
|                                     |                                     | Wilhelm Ernst Colson                | Wilhelm Ernst Colson                | Wilhelm Ernst Colson                | Wilhelm Ernst Colson                | Wilhelm Ernst Colson      | Wilhelm Ernst Colson      |                                       |                                       | Anna Philippiana Friederica Bach (1755–1804) | Anna Philippiana Friederica Bach (1755–1804) | Anna Philippiana Friederica Bach (1755–1804) | Anna Philippiana Friederica Bach (1755–1804) | Anna Philippiana Friederica Bach (1755–1804) | Anna Philippiana Friederica Bach (1755–1804) |                                              |                                              | Wilhelm Friedrich Ernst Bach (1759–1845)     | Wilhelm Friedrich Ernst Bach (1759–1845)     | Wilhelm Friedrich Ernst Bach (1759–1845)     | Wilhelm Friedrich Ernst Bach (1759–1845)     | Wilhelm Friedrich Ernst Bach (1759–1845) | Wilhelm Friedrich Ernst Bach (1759–1845) |                                             |                                             | Charlotte Philippina Elerdt (1780–1801)     | Charlotte Philippina Elerdt (1780–1801)     | Charlotte Philippina Elerdt (1780–1801)     | Charlotte Philippina Elerdt (1780–1801)     | Charlotte Philippina Elerdt (1780–1801) | Charlotte Philippina Elerdt (1780–1801) |                                        |                                        |                                        |                                        | Christina Luise Bach (d. 1852)         | Christina Luise Bach (d. 1852)         | Christina Luise Bach (d. 1852) | Christina Luise Bach (d. 1852) | Christina Luise Bach (d. 1852)    | Christina Luise Bach (d. 1852)    |                                   |                                   |                                   |                                   |  |  |                                          |                                          |                                          |                                          | Johann Sebastian Altnikol (1749–1749)    | Johann Sebastian Altnikol (1749–1749)    | Johann Sebastian Altnikol (1749–1749) | Johann Sebastian Altnikol (1749–1749) | Johann Sebastian Altnikol (1749–1749) | Johann Sebastian Altnikol (1749–1749) |                                       |                                       |                                       |                                       |  |  |                              |                              |                              |                              |                              |                              |  |  |                            |                            |                            |                            |                            |                            |  |  |  |  |
|                                     |                                     | Wilhelm Ernst Colson                | Wilhelm Ernst Colson                | Wilhelm Ernst Colson                | Wilhelm Ernst Colson                | Wilhelm Ernst Colson      | Wilhelm Ernst Colson      |                                       |                                       | Anna Philippiana Friederica Bach (1755–1804) | Anna Philippiana Friederica Bach (1755–1804) | Anna Philippiana Friederica Bach (1755–1804) | Anna Philippiana Friederica Bach (1755–1804) | Anna Philippiana Friederica Bach (1755–1804) | Anna Philippiana Friederica Bach (1755–1804) |                                              |                                              | Wilhelm Friedrich Ernst Bach (1759–1845)     | Wilhelm Friedrich Ernst Bach (1759–1845)     | Wilhelm Friedrich Ernst Bach (1759–1845)     | Wilhelm Friedrich Ernst Bach (1759–1845)     | Wilhelm Friedrich Ernst Bach (1759–1845) | Wilhelm Friedrich Ernst Bach (1759–1845) |                                             |                                             | Charlotte Philippina Elerdt (1780–1801)     | Charlotte Philippina Elerdt (1780–1801)     | Charlotte Philippina Elerdt (1780–1801)     | Charlotte Philippina Elerdt (1780–1801)     | Charlotte Philippina Elerdt (1780–1801) | Charlotte Philippina Elerdt (1780–1801) |                                        |                                        |                                        |                                        | Christina Luise Bach (d. 1852)         | Christina Luise Bach (d. 1852)         | Christina Luise Bach (d. 1852) | Christina Luise Bach (d. 1852) | Christina Luise Bach (d. 1852)    | Christina Luise Bach (d. 1852)    |                                   |                                   |                                   |                                   |  |  |                                          |                                          |                                          |                                          | Johann Sebastian Altnikol (1749–1749)    | Johann Sebastian Altnikol (1749–1749)    | Johann Sebastian Altnikol (1749–1749) | Johann Sebastian Altnikol (1749–1749) | Johann Sebastian Altnikol (1749–1749) | Johann Sebastian Altnikol (1749–1749) |                                       |                                       |                                       |                                       |  |  |                              |                              |                              |                              |                              |                              |  |  |                            |                            |                            |                            |                            |                            |  |  |  |  |
|                                     |                                     |                                     |                                     |                                     |                                     |                           |                           |                                       |                                       |                                              |                                              |                                              |                                              |                                              |                                              |                                              |                                              |                                              |                                              |                                              |                                              |                                          |                                          |                                             |                                             |                                             |                                             |                                             |                                             |                                         |                                         |                                        |                                        |                                        |                                        |                                        |                                        |                                |                                |                                   |                                   |                                   |                                   |                                   |                                   |  |  |                                          |                                          |                                          |                                          |                                          |                                          |                                       |                                       |                                       |                                       |                                       |                                       |                                       |                                       |  |  |                              |                              |                              |                              |                              |                              |  |  |                            |                            |                            |                            |                            |                            |  |  |  |  |
|                                     |                                     |                                     |                                     |                                     |                                     |                           |                           |                                       |                                       |                                              |                                              |                                              |                                              |                                              |                                              |                                              |                                              |                                              |                                              |                                              |                                              |                                          |                                          |                                             |                                             |                                             |                                             |                                             |                                             |                                         |                                         |                                        |                                        |                                        |                                        |                                        |                                        |                                |                                |                                   |                                   |                                   |                                   |                                   |                                   |  |  |                                          |                                          |                                          |                                          |                                          |                                          |                                       |                                       |                                       |                                       |                                       |                                       |                                       |                                       |  |  |                              |                              |                              |                              |                              |                              |  |  |                            |                            |                            |                            |                            |                            |  |  |  |  |
|                                     |                                     |                                     |                                     |                                     |                                     |                           |                           | Ludwig Albrecht Hermann Ritter        | Ludwig Albrecht Hermann Ritter        | Ludwig Albrecht Hermann Ritter               | Ludwig Albrecht Hermann Ritter               | Ludwig Albrecht Hermann Ritter               | Ludwig Albrecht Hermann Ritter               |                                              |                                              | Carolina Augusta Wilhelmine Bach (1800–1871) | Carolina Augusta Wilhelmine Bach (1800–1871) | Carolina Augusta Wilhelmine Bach (1800–1871) | Carolina Augusta Wilhelmine Bach (1800–1871) | Carolina Augusta Wilhelmine Bach (1800–1871) | Carolina Augusta Wilhelmine Bach (1800–1871) |                                          |                                          | Juliane Friederica (b. 1800)                | Juliane Friederica (b. 1800)                | Juliane Friederica (b. 1800)                | Juliane Friederica (b. 1800)                | Juliane Friederica (b. 1800)                | Juliane Friederica (b. 1800)                |                                         |                                         |                                        |                                        |                                        |                                        |                                        |                                        |                                |                                |                                   |                                   |                                   |                                   |                                   |                                   |  |  |                                          |                                          |                                          |                                          |                                          |                                          |                                       |                                       |                                       |                                       |                                       |                                       |                                       |                                       |  |  |                              |                              |                              |                              |                              |                              |  |  |                            |                            |                            |                            |                            |                            |  |  |  |  |
|                                     |                                     |                                     |                                     |                                     |                                     |                           |                           | Ludwig Albrecht Hermann Ritter        | Ludwig Albrecht Hermann Ritter        | Ludwig Albrecht Hermann Ritter               | Ludwig Albrecht Hermann Ritter               | Ludwig Albrecht Hermann Ritter               | Ludwig Albrecht Hermann Ritter               |                                              |                                              | Carolina Augusta Wilhelmine Bach (1800–1871) | Carolina Augusta Wilhelmine Bach (1800–1871) | Carolina Augusta Wilhelmine Bach (1800–1871) | Carolina Augusta Wilhelmine Bach (1800–1871) | Carolina Augusta Wilhelmine Bach (1800–1871) | Carolina Augusta Wilhelmine Bach (1800–1871) |                                          |                                          | Juliane Friederica (b. 1800)                | Juliane Friederica (b. 1800)                | Juliane Friederica (b. 1800)                | Juliane Friederica (b. 1800)                | Juliane Friederica (b. 1800)                | Juliane Friederica (b. 1800)                |                                         |                                         |                                        |                                        |                                        |                                        |                                        |                                        |                                |                                |                                   |                                   |                                   |                                   |                                   |                                   |  |  |                                          |                                          |                                          |                                          |                                          |                                          |                                       |                                       |                                       |                                       |                                       |                                       |                                       |                                       |  |  |                              |                              |                              |                              |                              |                              |  |  |                            |                            |                            |                            |                            |                            |  |  |  |  |

## Tư liệu
- Quyển tiểu sử đầu tiên về J.S.Bach: Johann Sebastian Bach- His life, Art, and Work. Nguyên tác tiếng Đức của Johann Nikolaus Forkel xuất bản năm 1802, bản tiếng Anh của Charles Sanford Terry in năm 1920 bởi London Constable and Company Ltd
- Johann Sebastian Bach- His Work and Influence on Music of Germany, 1685-1750 (3 tập). Nguyên tác tiếng Đức của Phillip Spitta, bản tiếng Anh của Clara Bell và J.A. Fuller Maitland in năm 1899 bởi London Novello and Company Limited
- J.S.Bach (2 tập) của Albert Schweitzer. Bản tiếng Pháp in năm 1905, bản tiếng Đức in năm 1908, bản dịch tiếng Anh do Ernest Newman dịch in năm 1911